# 贝托尔德喷泉
贝托尔德喷泉（Bertoldsbrunnen）是德国巴登-符腾堡州弗赖堡的一处雕塑，位于老城中心，盐街（Salzstraße ）-贝托尔德街（Bertoldstraße）和约瑟夫皇帝大街的十字路口。

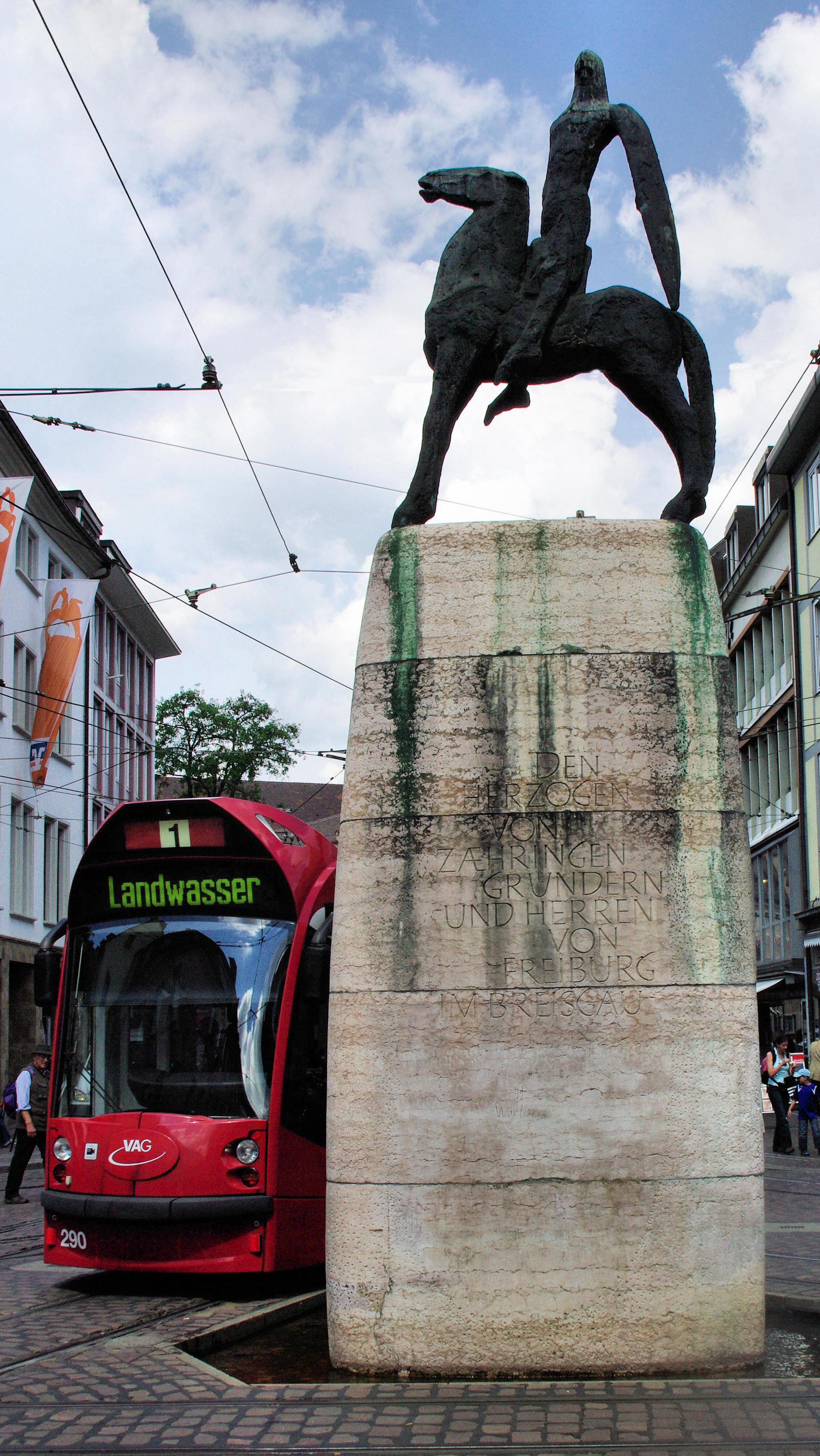
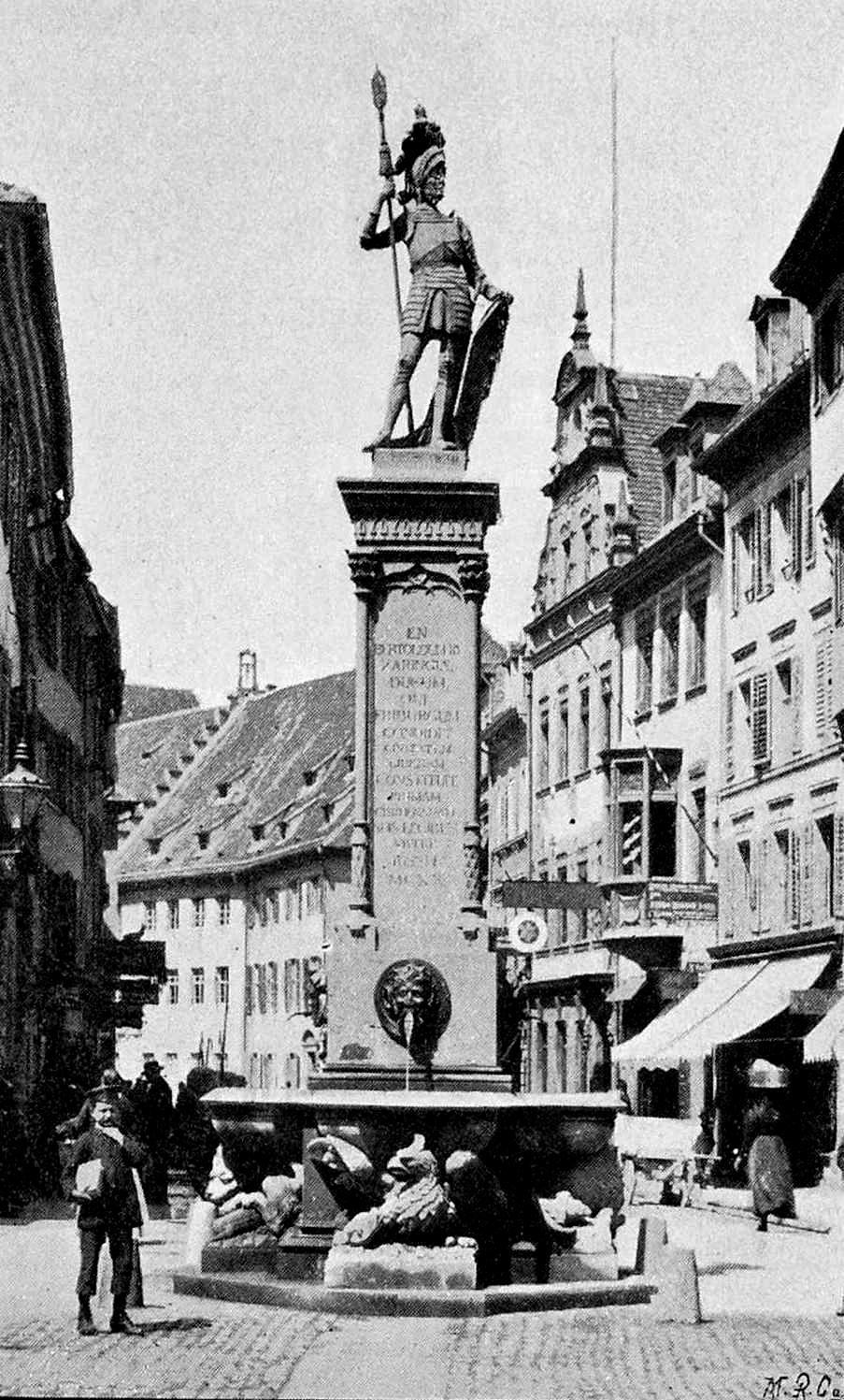
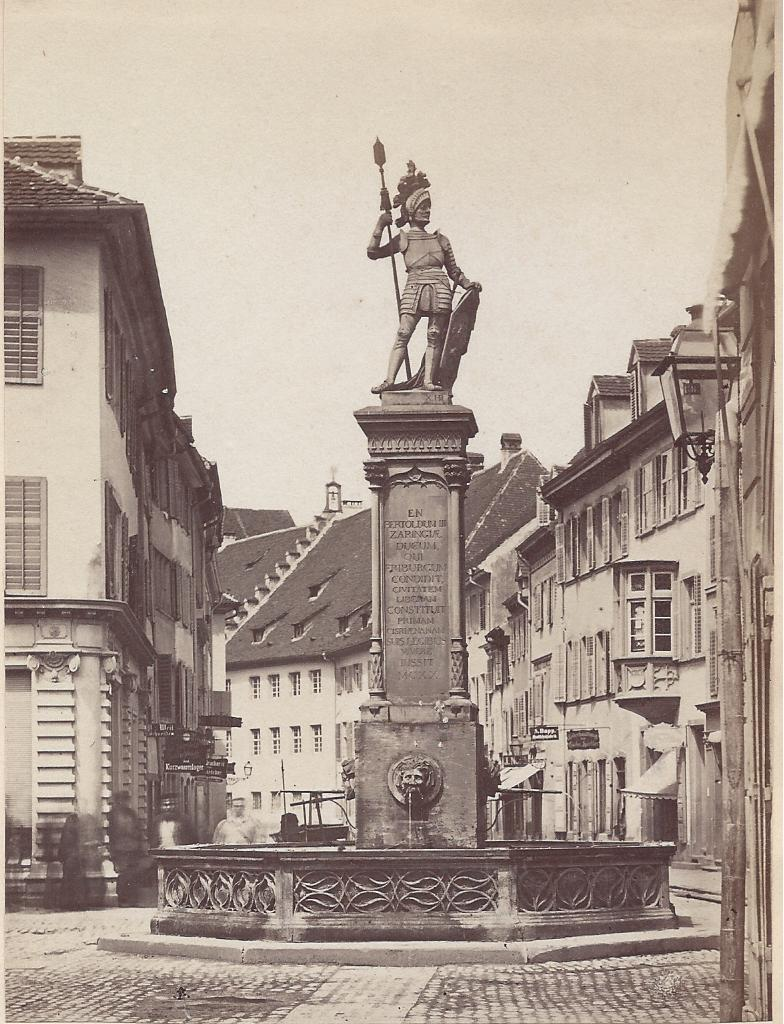

贝托尔德喷泉建于1806年。第二次世界大战中，1944年11月27日英国空袭，几乎完全被炸弹摧毁。战后重建。
1972年，约瑟夫皇帝大街设立步行区。